# Jardines de la Torre Bok
Los Jardines de la Torre Bok (en inglés: Bok Tower Gardens), es una finca de 250 acres (1 km²) de extensión, que alberga un jardín botánico, la torre Singing Tower (Torre Cantora) con un carrillón, el Pine Ridge Trail, la finca Pinewood, y un centro de visitantes, que está situado en los terrenos del "Historic Bok Sanctuary" en el 1151 Tower Boulevard, al norte de Lake Wales, EE. UU. Está abierto a diario y se paga una tarifa de entrada. Es un National Historic Landmark y está catalogado en el National Register of Historic Places.
El lugar se encuentra en la Iron Mountain, uno de los puntos más elevados de la península de Florida, a unos 295 pies (90 m s. n. m.).

## Historia
El inicio de los jardines se sitúa en 1921, año en el que Edward W. Bok, redactor de la popular revista femenina Ladies Home Journal y su esposa, Maria Louise Curtis Bok, quienes fundarían el Curtis Institute of Music en Philadelphia en 1924, pasaban el invierno en la cercanía del "Lake Wales Ridge" de Florida y decidieron crear un santuario para los pájaros en su colina más alta (298 pies sobre nivel del mar, 91 metros). 
Bok le encargó al renombrado arquitecto del paisaje Frederick Law Olmsted, Jr. transformar lo que era una árida colina arenosa en "un punto de belleza que no hubiera otro igual en el país". El primer año pasó con la excavación las zanjas y la colocación de las tuberías para la irrigación, después de lo cual fue traído el suelo fértil al sitio por millares de cargas de carro y entonces comenzaron las plantaciones. El plan de Olmsted incluyó la plantación de 1000 grandes robles, 10 000 azaleas, 100 palmas sabal, 300 magnolias, y 500 gordonias, así como centenares de arbustos de fruta incluyendo arándanos y acebos.
Se hicieron varias veces tentativas para introducir flamencos al santuario, pues en las primeras representaciones de la torre nos muestran flamencos en la piscina antes que cisnes. Estos primeros esfuerzos terminaron en fracaso, pues los flamencos no son nativos de la Florida central y no podían sobrevivir en los inviernos que eran más frescos que los de la Florida meridional en donde pueden ser encontrados. 
Durante la construcción por más de cinco años, los jardines de la torre de Bok fueron dedicados por el presidente Calvin Coolidge el 1 de febrero de 1929. Edward Bok murió en 1930, y fue enterrado en la base de la torre.

## Jardines

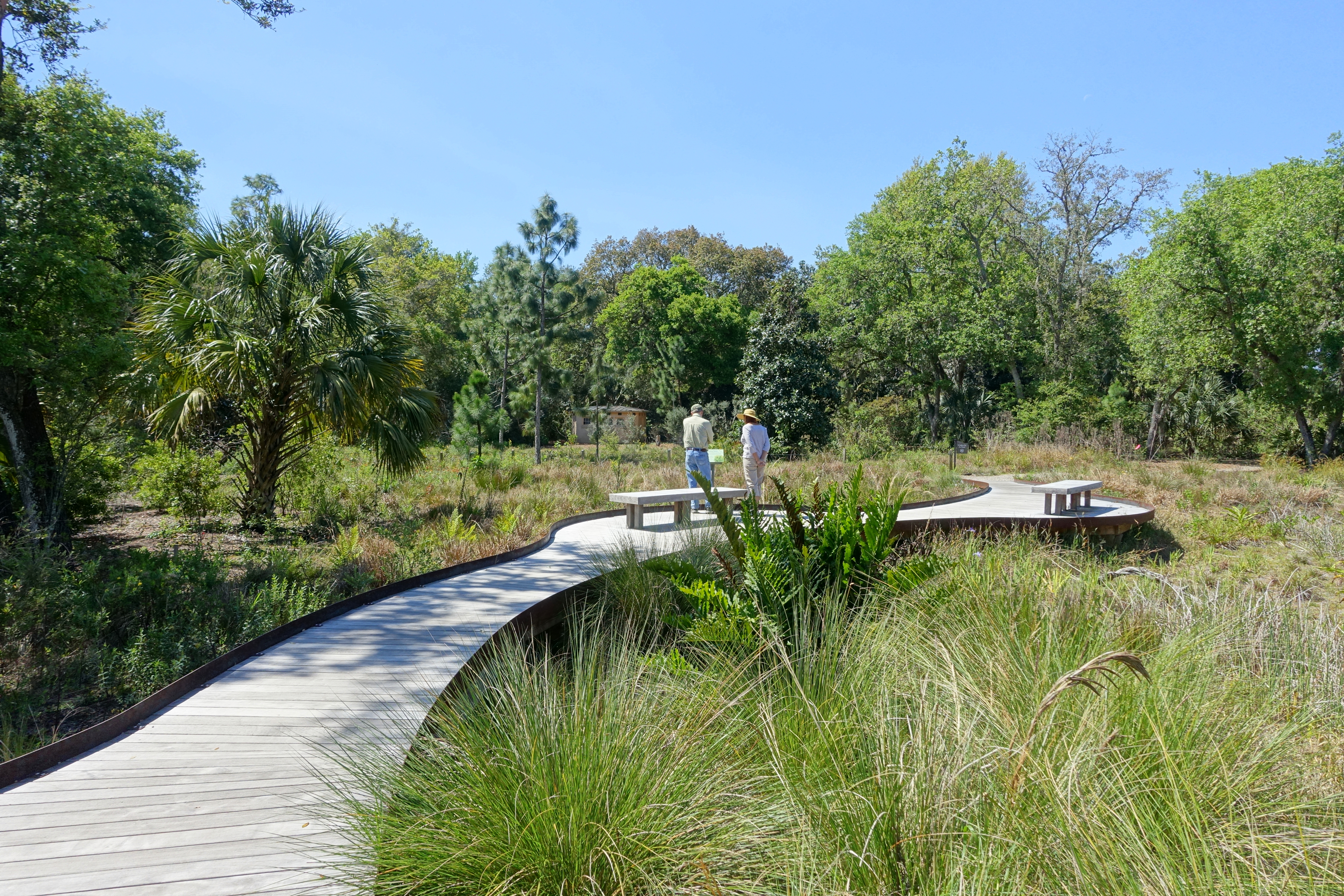
Pasarela. Jardines del Bok Tower.Nombre del archivo:Walkway - Bok Tower Gardens - DSC02095.jpg
Descripción:Bok Tower Gardens - Florida, USA.
Licencia:CC0
Fecha:2017-03-21 12:10:11
Autor:Daderot
Categorías:Walkways in Bok Tower Gardens

Frederick Law Olmsted, Jr. diseñó los jardines de serpenteo de los "Bok Tower Gardens" para mostrarnos los acres de helechos, de palmas, de robles, de pinos, y de plantas del humedal. Las plantaciones también incluyen árboles bunya-bunya, camelias, helechos arborescentes, higueras rastreras, acebos yaupon y dahoon, jazmín Asiático, justicia, lirios crinum y araña, monstera, mirto de cera, palma del sabal y datilera, papiros, philodendron, Plumbagos  azules, y la (Juncaceae) cola de caballo. El sitio es un refugio para cientos de especies de pájaros, los más prominentes de los cuales es el grupo de los cisnes, que tienden a permanecer cerca de la piscina de reflejo. 
Aunque los jardines proporcionen aposento a un gran surtido de fauna nativa incluyendo pájaros, reptiles, y mariposas, los jardines también son albergue para una gran población de ardillas que no muestran ningún miedo hacia los seres humanos y puedan alimentadas a menudo en las palmas de las manos.

## Torre Cantora

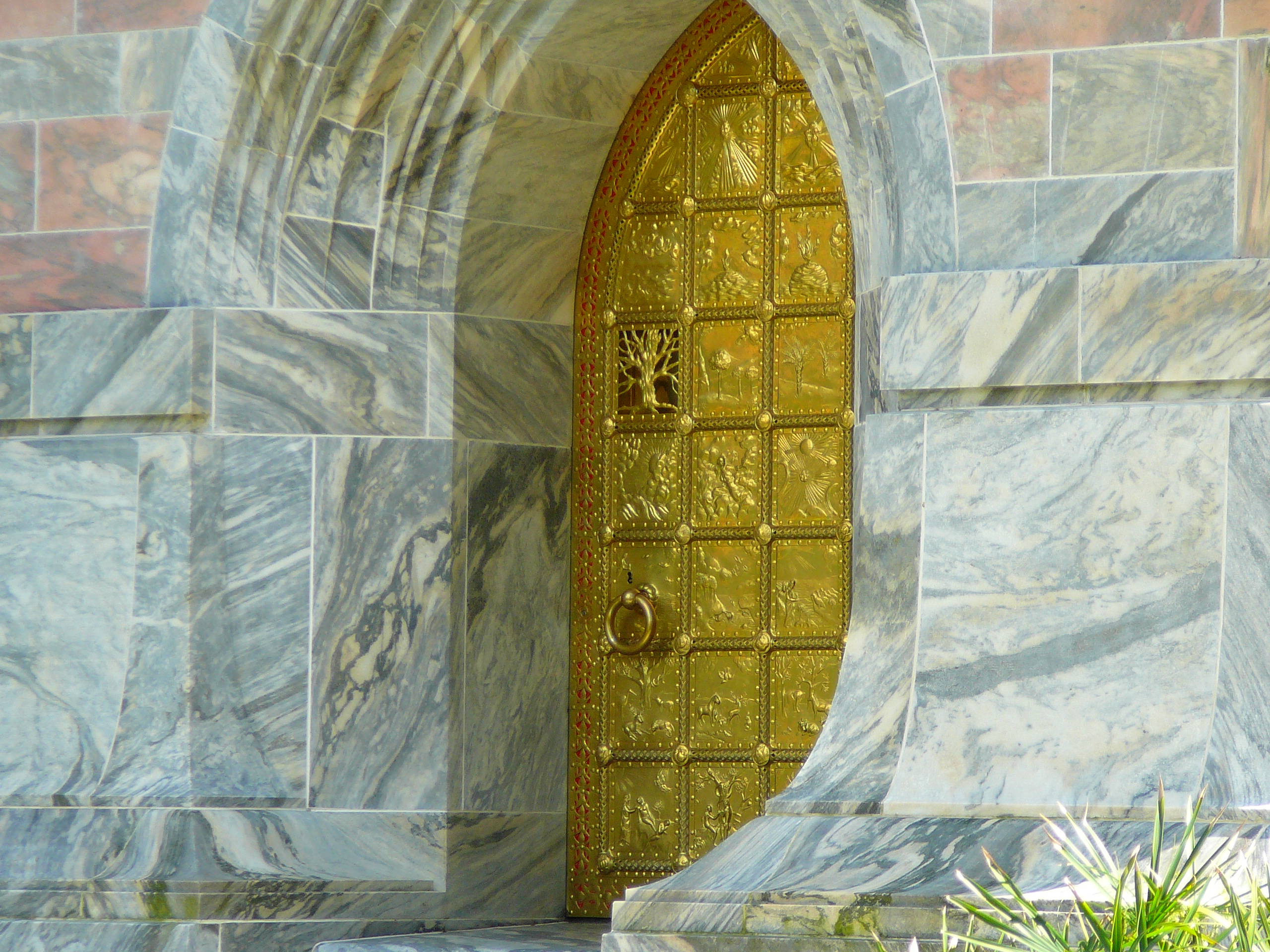
La adornada puerta de oro que nos conduce dentro de la Bok Tower y detalles de su mampostería.

La "Singing Tower" (Torre Cantora) es la pieza central de los jardines. La torre fue construida en la elevación más alta de la finca, al sur de la piscina del reflejo que permite que el agua refleje su imagen completa. Un carillón de 60 campanas situado dentro de la torre de una mezcla de estilo neogótico y art decó de 205 pies (62 m) de altura, que fue diseñada por el arquitecto Milton B. Medary. La construcción en la torre comenzó en 1927 y fue terminada cuando fueron dedicados los jardines en 1929, por el presidente Calvin Coolidge. La torre tiene una base de 16 m (51 pies), y a una altura de 46 m (150 pies) cambia su forma a un octógono con 11 m (37 pies) que incluye las esculturas diseñadas por Lee Lawrie. La torre está rodeada por una fosa de 4,6 m (15 pies) que sirve como charca de peces Koi. En la torre se emplearon como materiales el mármol rosado de Etowah y el mármol criollo gris, extraídos de las minas de Tate, Georgia, y piedra nativa del coquina de la Florida, de Daytona Beach, Florida. 
Si bien el interior de la torre no está abierto al público, este alberga la biblioteca Anton Brees Carillon Library, que pasa por ser la biblioteca más grande del mundo en un carillón.
Dentro de cámara de las campanas hay un cuarto de instrumento que contiene un piano, o el teclado, que se utiliza para tocar las campanas del carillón. Los recitales se dan diariamente con el sistema del carillón de 60 campanas.

## Senda del Borde de los Pinos
El "Pine Ridge Nature Preserve and Trail" ("Coto y Sendero de naturaleza del pino Ridge") es un ecosistema caracterizado por una agrupación pura de pino de hoja larga y un denso sotobosque  de hierbas perennes que incluye una senda de naturaleza que se extiende por tres cuartos de una milla, de un jardín del pantano, de un prado abierto, y de una comunidad vegetal del bosque de la colina de la arena.

## Finca de Pinewood
Los 8 acres (32,000 m²) de jardines incluyen la "Pinewood Estate", en la que se incluye una mansión de veinte habitaciones en estilo  Mediterranean Revival. Esta mansión fue construida entre 1930 y 1932 por C. Austin Buck, vicepresidente de Bethlehem Steel Co. en Pensilvania, como residencia de invierno. Su nombre original era "El Retiro" , y se ha restaurado a su aspecto de la década de 1930. El santuario ofrece varios acontecimientos en esta mansión a lo largo del año. Los visitas guiadas por esta mansión de estilo Mediterráneo con 20 habitaciones se efectúan diariamente.

## Sala de Exposiciones y Museo
Se ofrece una perspectiva histórica en la vida de Edward W. Bok y la historia de la creación del jardín.

## Eventos
A lo largo del año, hay numerosos acontecimientos diseñados para esbozar los jardines a los visitantes. Estos acontecimientos incluyen varios conciertos que ofrecen música tradicional, jazz, de orquestas, y las campanas del carillón de la torre. El más popular es el "concierto semestral bajo las estrellas", dadas por la tarde una vez en el otoño y otra vez en primavera. El acontecimiento reúne a centenares de visitantes en el campo grande delante de la torre para una comida campestre al aire libre; y música tanto de las campanas del carillón, como de la orquesta sinfónica. 

## Galería

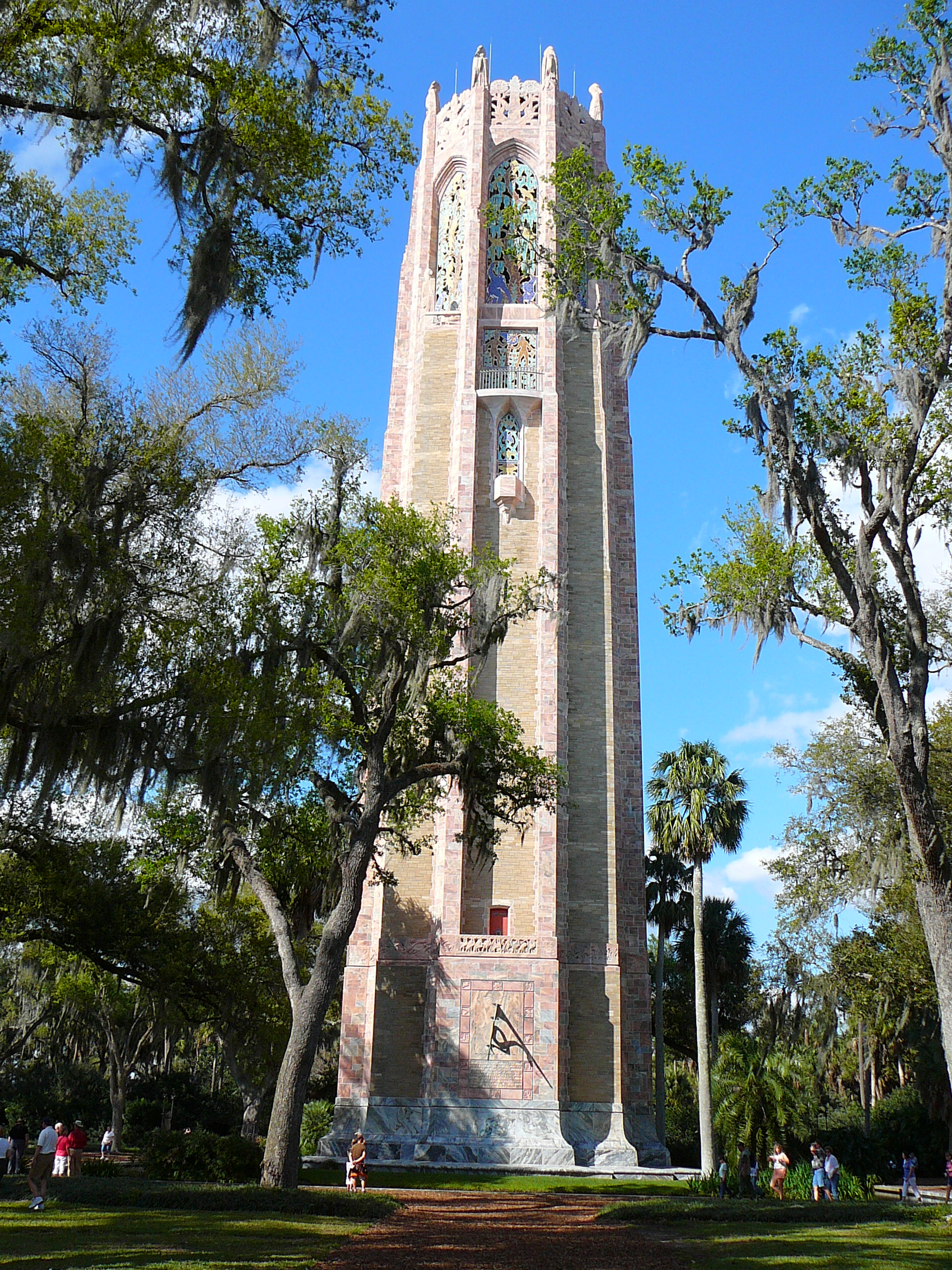
Parte de atrá de la Torre
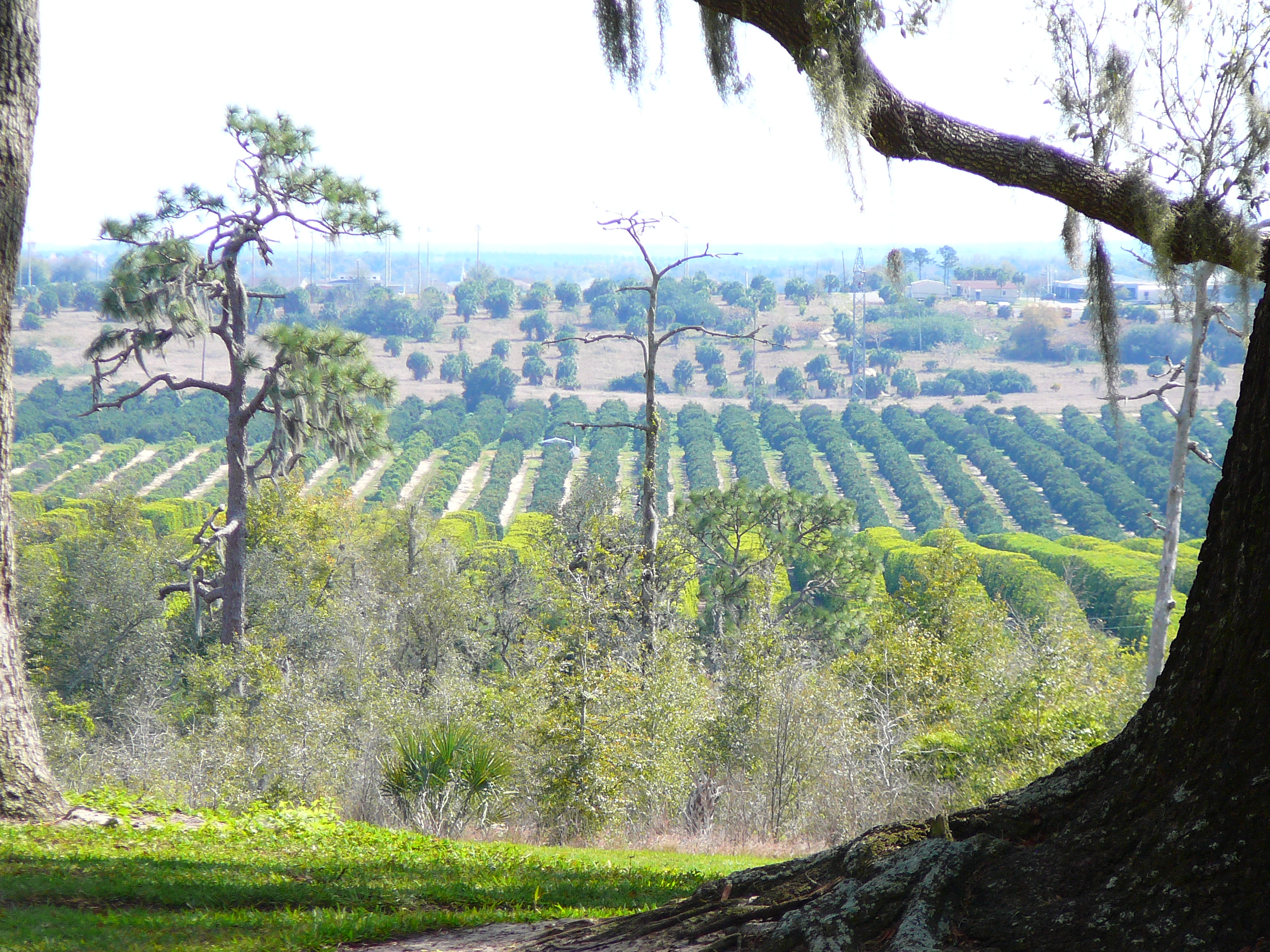
Vista desde la Torre de un campo de naranjos en la distancia.
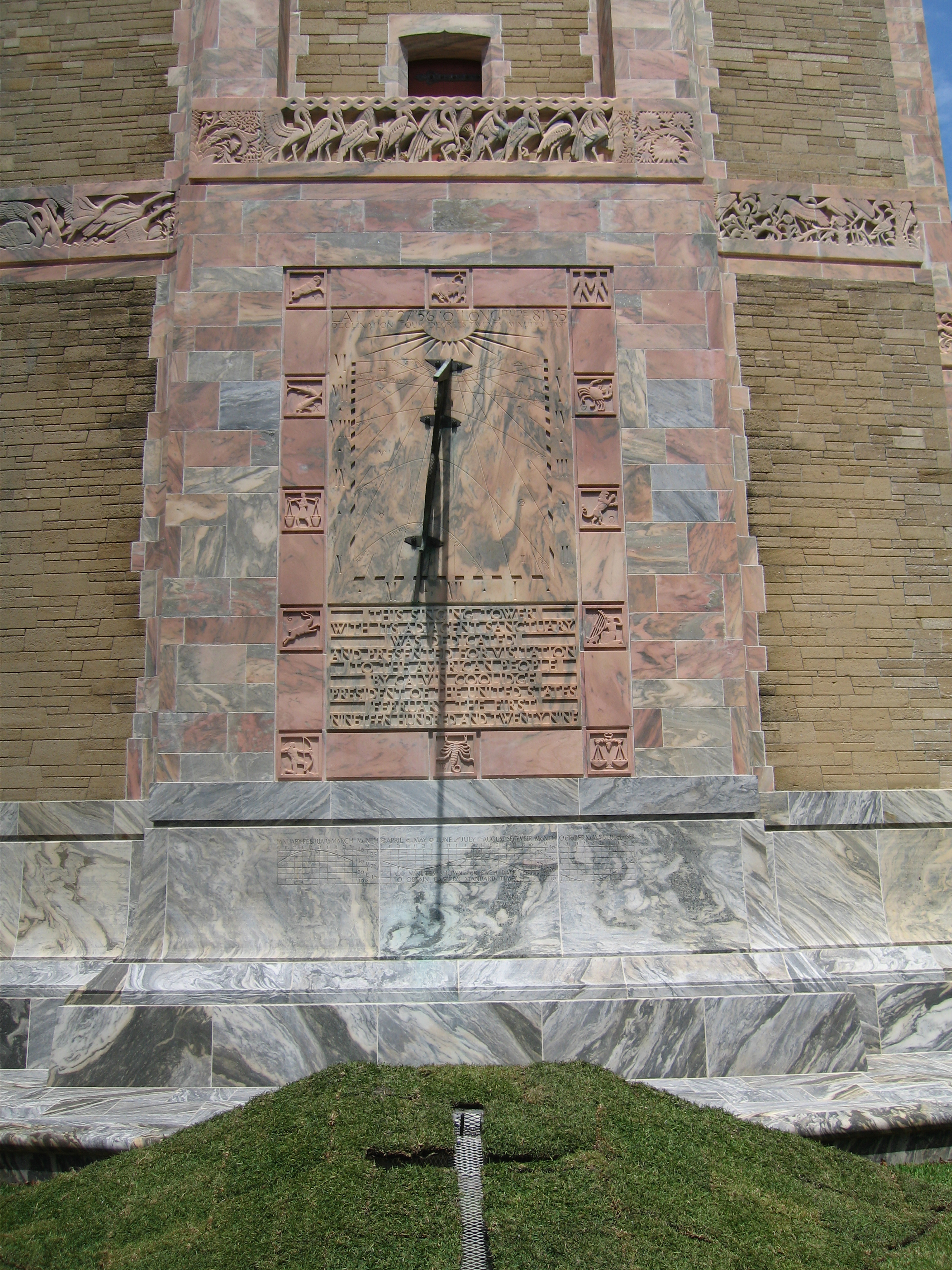
Reloj de sol en la Singing Tower